# قبر سرعان (حجة)

تعديل مصدري - تعديل

قبر سرعان هي إحدى قرى عزلة المعمري بمديرية حجة التابعة لمحافظة حجة، بلغ تعداد سكانها 54 نسمة حسب تعداد اليمن لعام 2004.